# Shelly Poole
Michelle Lena „Shelly“ Poole (* 20. März 1972 in Barking, London) ist eine britische Popsängerin und Songwriterin.

## Leben
Shelly Poole ist eine Tochter von The Tremeloes-Sänger Brian Poole. Zusammen mit ihrer älteren Schwester gründete sie 1996 das Duo Alisha’s Attic, bei dem sie drei Alben und neun Chartsingles verbuchen konnte. 2001 heiratete sie den Texas-Gitarristen Ally McErlaine.
2005 erschien Shelly Pooles Soloalbum Hard Time for the Dreamer. 2006 sang sie für Michael Gray den Vocal-House-Track Borderline, der ein europaweiter Charthit wurde. Weiterhin war sie als Songwriterin für verschiedene Acts tätig.
2009 gründete sie mit ihrem Ehemann und Charity Hair das Country-Trio Red Sky July.

## Diskografie (Auswahl)

### Alben
- 2005: Hard Time for the Dreamer

### Singles
- 2005: Hard Time for the Dreamer
- 2006: Borderline (mit Michael Gray)
- 2013: Party Don’t Stop (mit Sergio Mauri)